# اكسبيريا غو
سوني اكسبيريا غو (sony xperia go) هو هاتف ذكي من إنتاج شركة سوني. يعتبر من الهواتف المتوسطة (mid-range), من أهم خصائص الجهاز هو تقييم الوقاية العالية نسبيا إذ تبلغ 67 (IP67-certified) حيث أن الشركة تعلن ان الجهاز مضاد للماء والغبار (التراب).

## من المواصفات الأخرى
- المعالج: معاج ثنائي النواة بتردد 1 غيغا هرتز من نوع كورتيكس أي 9 (cortex a 9)
- ذاكرة عشوائية 512 ميغا بايت